# Giuseppe Corsini
Giuseppe Corsini (Pistoia, 31 maggio 1897 – Pistoia, 21 novembre 1983) è stato un politico italiano.